# 喬治·瑪利亞·梅希亞
喬治·瑪利亞·梅希亞（西班牙語：Jorge María Mejía；1923年1月31日—2014年12月9日）是阿根廷籍天主教司鐸級樞機，也曾是梵蒂岡秘密檔案館總負責人。

## 生平
梅希亞生於1923年1月31日，阿根廷的首都布宜諾斯艾利斯。他於1945年9月22日，在布宜諾斯艾利斯總教區晉鐸。他在羅馬宗座聖多瑪斯大學獲得神學博士學位，並從宗座聖經學院得到聖經學。
1986年4月12日由羅哲·埃切加雷樞機晉牧，被時任教宗若望·保祿二世任命為宗座正義與和平理事會官員，領阿波隆尼亞領銜總教區主教銜。1994年至2001年期間分別擔任主教部秘書、樞機團秘書長及領銜阿波隆尼亞總教區總主教。
1998年3月7日，任命為梵蒂岡秘密檔案館及梵蒂岡宗座圖書館總負責人。2001年2月21日，被時任若望·保祿二世擢升為執事級樞機。直到2003年10月榮休，並由若望-類斯·托朗接替成為梵蒂岡秘密檔案館總負責人。
2011年2月21日，被時任教宗本篤十六世升為司鐸級樞機。2014年12月9日，梅希亞在意大利羅馬去世，享年91歲。

## 牧徽

喬治·瑪利亞·梅希亞樞機牧徽